# 谭钟麟墓
谭钟麟墓坐落在中国长沙市岳麓区坪塘街道白泉村，是晚清工部尚书、陕甘、闽浙及两广总督、谭延闿之父谭钟麟的墓。

## 规格
谭钟麟墓，坐西朝东，封土为圆形，高1.2米，底径3米，三合土浇筑而成。原华表、翁仲皆已遗失。墓后立汉白玉碑三通，主碑高3米，宽1米，刻字为“茶陵谭文勤公墓”，次碑刻有子、孙名字。
谭钟麟墓碑亭建于光绪三十二年(1906年)，为六角亭。亭内有赑屃驮汉白玉石碑，有石柱围成护栏，碑已断裂，碑上为清代书法家、同治七年殿试榜眼黄自元所书的墓主人生平。